# Bahnstrecke Lindern–Heinsberg (Rheinl)
| |                        |                         |                         |
| Streckennummer (DB): | 2542                   |                         |                         |
| Kursbuchstrecke (DB): | 485 (ehemals 245, 456) |                         |                         |
| Kursbuchstrecke: | 245a (1946)            |                         |                         |
| Streckenlänge: | 12,2 km                |                         |                         |
| Spurweite: | 1435 mm (Normalspur)   |                         |                         |
| Stromsystem: | 15 kV 16,7 Hz ~        |                         |                         |
| Streckengeschwindigkeit: | 80 km/h                |                         |                         |
| |                        |                         |                         |
| \| \| \| von Mönchengladbach Hbf \| \| \| \| 0,0 \| Lindern \| Lindern \| \| \| \| nach Aachen Hbf \| \| \| \| 3,2 \| Heinsberg-Randerath \| Heinsberg-Randerath \| \| \| \| Wurm \| \| \| \| 5,0 \| Heinsberg-Horst \| Heinsberg-Horst \| \| \| 6,3 \| Heinsberg-Porselen \| Heinsberg-Porselen \| \| \| \| Bundesautobahn 46 \| \| \| \| 7,8 \| Heinsberg-Dremmen \| Heinsberg-Dremmen \| \| \| \| Industriepark Oberbruch \| \| \| \| 9,3 \| Heinsberg-Oberbruch \| Heinsberg-Oberbruch \| \| \| \| Bundesstraße 221 \| \| \| \| 11,0 \| Heinsberg Kreishaus \| Heinsberg Kreishaus \| \| \| 12,2 \| Heinsberg (Rheinl) \| Heinsberg (Rheinl) \| |                        |                         |                         |
| Strecke |                        | von Mönchengladbach Hbf | von Mönchengladbach Hbf |
| Bahnhof | 0,0                    | Lindern                 | Lindern                 |
| Abzweig geradeaus und nach links |                        | nach Aachen Hbf         | nach Aachen Hbf         |
| Haltepunkt / Haltestelle | 3,2                    | Heinsberg-Randerath     | Heinsberg-Randerath     |
| Brücke über Wasserlauf |                        | Wurm                    | Wurm                    |
| Haltepunkt / Haltestelle | 5,0                    | Heinsberg-Horst         | Heinsberg-Horst         |
| Haltepunkt / Haltestelle | 6,3                    | Heinsberg-Porselen      | Heinsberg-Porselen      |
| Strecke mit Straßenbrücke |                        | Bundesautobahn 46       | Bundesautobahn 46       |
| Haltepunkt / Haltestelle | 7,8                    | Heinsberg-Dremmen       | Heinsberg-Dremmen       |
| Abzweig geradeaus und nach rechts |                        | Industriepark Oberbruch | Industriepark Oberbruch |
| Bahnhof | 9,3                    | Heinsberg-Oberbruch     | Heinsberg-Oberbruch     |
| Strecke mit Straßenbrücke |                        | Bundesstraße 221        | Bundesstraße 221        |
| Haltepunkt / Haltestelle | 11,0                   | Heinsberg Kreishaus     | Heinsberg Kreishaus     |
| Kopfbahnhof Streckenende | 12,2                   | Heinsberg (Rheinl)      | Heinsberg (Rheinl)      |

Die Bahnstrecke Lindern–Heinsberg (Rheinl), auch Heinsberger Bahn oder Wurmtalbahn, ist eine Nebenbahn in Nordrhein-Westfalen. Sie zweigt in Lindern von der Bahnstrecke Aachen–Mönchengladbach ab und führt nach Heinsberg.

## Geschichte

### Anfänge
Ursprünglich war eine Bahnstrecke von Jülich über Brachelen und Randerath nach Heinsberg in der Diskussion; später entschloss man sich allerdings für eine verkürzte, von Lindern ausgehende Streckenführung. Anfängliche Pläne sahen den Bau der Strecke als Schmalspurbahn oder Pferdebahn vor; solche Projekte wurden allerdings zugunsten der Vollbahn verworfen. In Porselen gab es Widerstand gegen den Bahnbau; so weigerten sich einige Bauern, Teile ihres Landes abzugeben und griffen Bahnarbeiter mit Mistgabeln an.
Eröffnet werden konnte die Strecke am 16. Mai 1890. Dieses Datum sollte für die Stadt Heinsberg und die umliegenden Gemeinden historisch bedeutsam werden; die Wirtschaft im sonst strukturschwachen Heinsberger Land profitierte immens; insbesondere die Vereinigte Glanzstoff-Fabriken AG im Ortsteil Oberbruch konnte durch die Bahnstrecke zu einem Großkonzern heranwachsen. Die Firma errichtete eine Werksbahn, die bis in die 1980er Jahre eine Ortsdurchfahrt durch Oberbruch aufwies.
Ein Lückenschluss zwischen Lindern und Jülich kam nicht mehr zustande, da man sich aufgrund der Erschließung der Steinkohlenlagerstätten um Hückelhoven zum Bau der Bahnstrecke Jülich–Dalheim rechts der Rur entschloss. Pläne, die Heinsberger Bahn weiter bis nach Sittard, als Straßenbahn nach Roermond oder im Normalspurbetrieb nach Wassenberg zu verlängern, scheiterten an den zu hohen Kosten.

### Zweiter Weltkrieg und Nachkriegszeit
1944 wurde der Heinsberger Bahnhof zerstört, sodass sich die Deutsche Bundesbahn Anfang der 1950er Jahre für einen Neubau des Bahnhofs entschied. Dabei entstand ein für Heinsberg eher überdimensioniertes Bahnhofsgebäude.
Die 1950er Jahre brachten die nächsten großen Veränderungen mit sich. Am 11. September 1953 läutete die Bundesbahn einen ihrer ersten Rationalisierungsschritte ein: der bis dahin von dampflokbespannten Reisezügen bewältigte Personenverkehr wurde auf moderne, wirtschaftlichere Triebwagengarnituren umgestellt. Fortan verkehrten alle Personenzüge mit Schienenbussen der Baureihen VT 95 und VT 98 sowie Güterzüge mit kleineren und mittleren Diesellokomotiven (z. B. Köf oder V 100). Im Güterverkehr kamen allerdings auch Großdieselloks der Baureihe V 160 zum Einsatz, die mit ihren Aufgaben (Güterzüge mit maximal zehn Waggons) deutlich unterfordert waren. In den letzten Betriebsjahren wurden die Personenzugleistungen mit Akkutriebwagen erbracht.

### Niedergang
Bereits 1966 machten Gerüchte über eine Stilllegung der Heinsberger Bahn die Runde. Mit der Aufgabe von kleinen Sekundärstrecken wollte sich die Bundesbahn von Verlustobjekten trennen. So geriet auch die Heinsberger Strecke in die Stilllegungsdiskussion der DB.

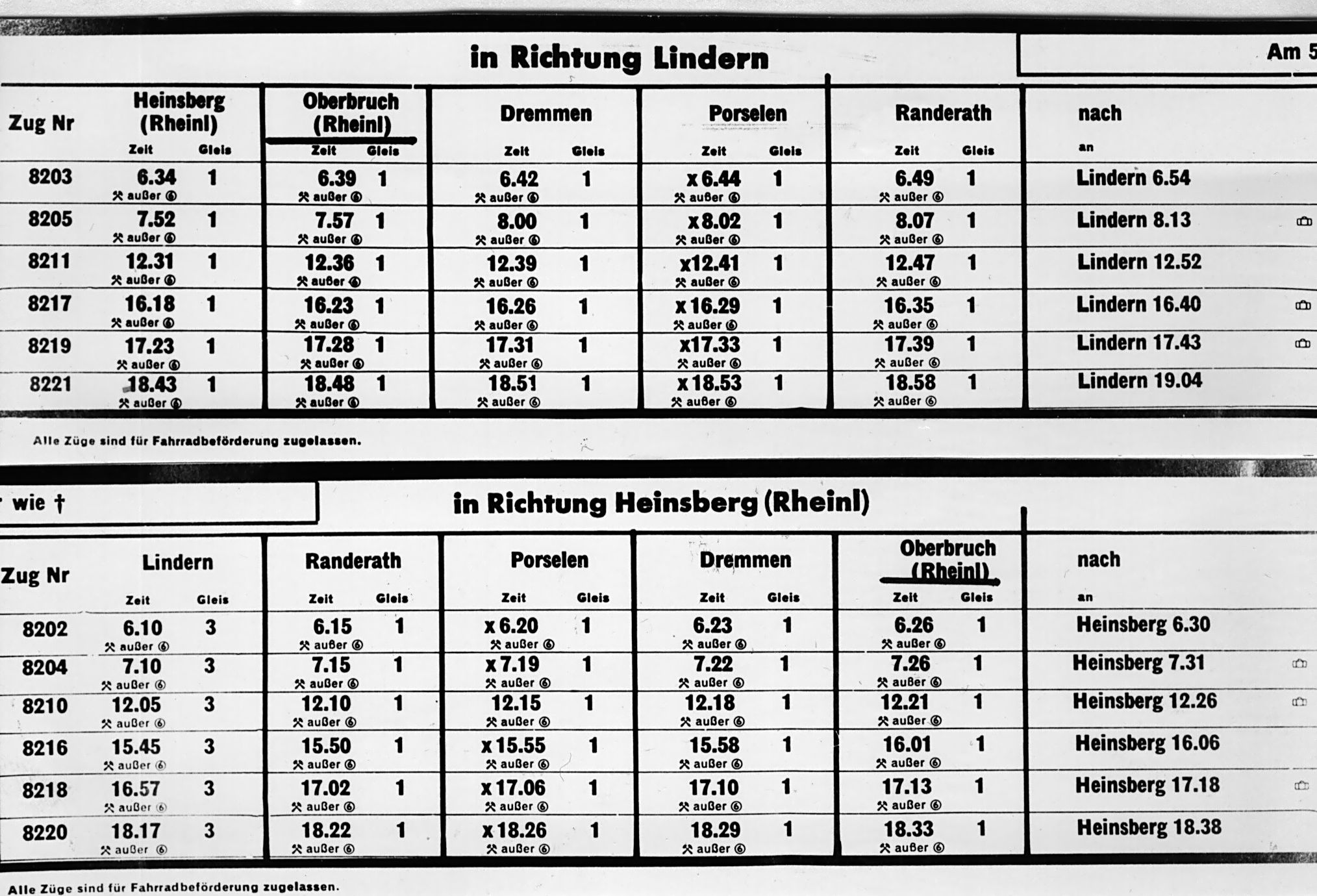
Fahrplan 1980 mit nur noch sechs Zugpaaren am Tag

Im Zuge der individuellen Motorisierung ging das Fahrgastaufkommen in den 1970er Jahren weiter zurück. Mit dem Einsatz von Bahnbussen verlagerte sich der öffentliche Personenverkehr an den Unterwegshalten weg von den Bahnhöfen am Ortsrand hin in die Ortszentren; jedoch reduzierte die damalige Bundesbahn damit die Nachfrage und gleichzeitig den Betrieb auf der Heinsberger Schienenstrecke auf nur sehr wenige Zugpaare pro Tag.

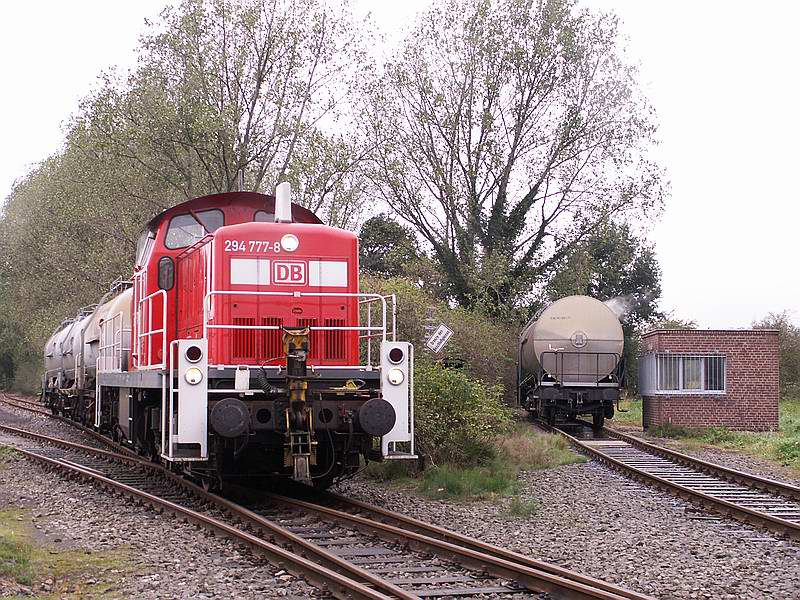
DB-Baureihe V 90 in der Güterübergabestelle Heinsberg-Oberbruch

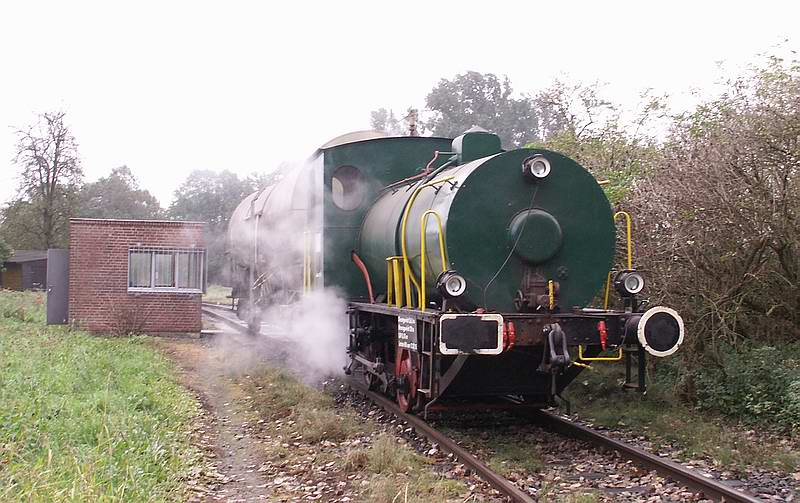
Dampfspeicherlok – 2006

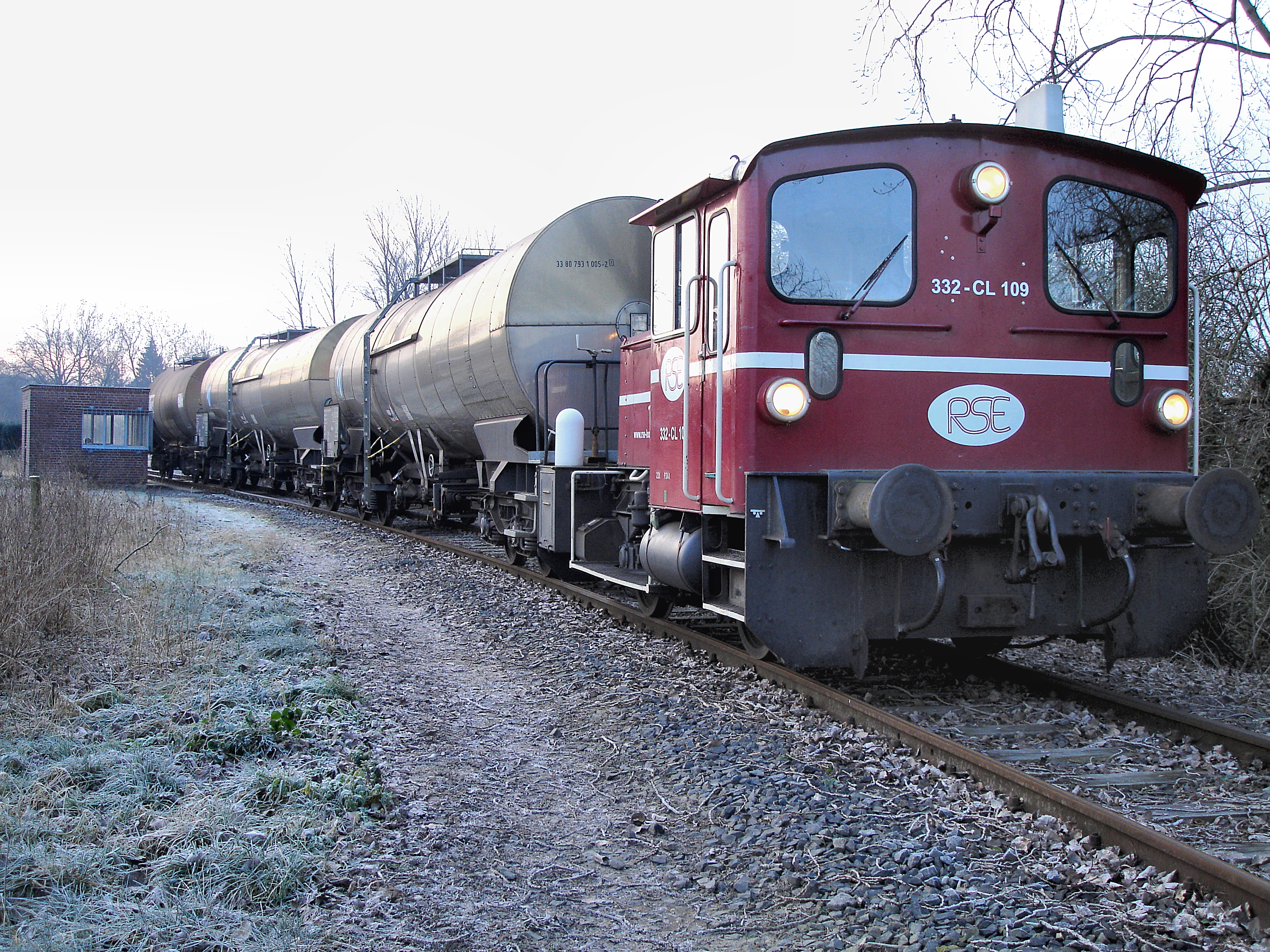
Lok der RSE in Heinsberg-Oberbruch – 2007

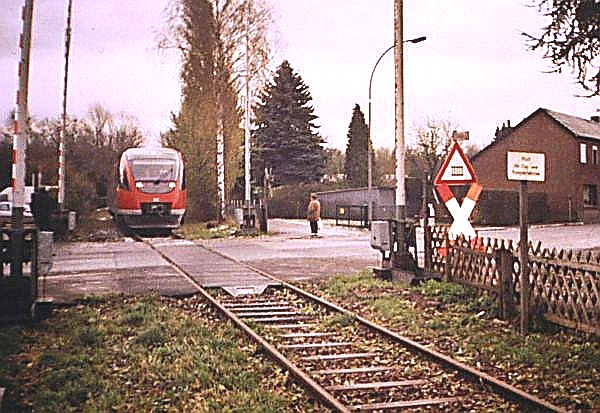
Sonderzug in Heinsberg-Oberbruch – 2005

Die ZDF-Sendung Länderspiegel verglich im Jahre 1972 den eher ländlichen Kopfbahnhof in Heinsberg mit dem an der Hauptstrecke liegenden Bahnhof Erkelenz, um damit die zukünftige Kreisstadt Heinsberg als „Bauerndorf“ zu charakterisieren und die Stadt Erkelenz als geeigneteren Sitz für den damals neugebildeten Kreis Heinsberg darzustellen.
Kritiker (Lokalpolitiker und -zeitungen) sahen das verringerte Angebot als Ursache für den Passagierrückgang und unterstellten, die Bahn habe systematisch versucht, den Betrieb auf der Strecke unattraktiv zu gestalten, um mit dem resultierenden Fahrgastrückgang einen Grund für die Stilllegung zu konstruieren. Eine weitere Grundlage für diesen Protest waren die für die Erhebungen der Bundesbahndirektion notwendigen Fahrgastzählungen, welche bevorzugt und nach gängiger DB-Praxis in den 1970er und 1980er Jahren in den Ferien, an Brückentagen oder an Wochenenden stattfanden. Prominentester Zweifler an diesen Erhebungen war der CDU-Bundestagsabgeordnete Spies von Büllesheim. Dieser bezeichnete die Zahlen der Bahn als „unrealistische Phantomzahlen“, die „nicht nachprüfbar“ seien.
Trotz dieses Protestes befuhr am 26. September 1980 der letzte planmäßige Personenzug die Strecke.
Während die meisten Bahnhöfe an der Strecke nach der Stilllegung abgerissen oder anderweitig genutzt wurden, blieb der Bahnhof Heinsberg (vorerst) noch als Dienststelle für den Güterverkehr der städtischen Gaswerke Heinsberg erhalten. Mitte der 1980er Jahre musste das Empfangsgebäude allerdings dem Neubau des City-Centers weichen.
Die Verlagerung des Verkehrs von der Schiene auf die Straße fand auch im Güterverkehr statt:
Mit der Verlagerung des Stückgutverkehrs auf die Straße durch die neue Spedition Bahntrans (Joint Venture von Bahn und Thyssen Haniel Logistik) verringerte sich der Stückguttransport per Bahn deutlich, sodass dieser unrentabel wurde.
Doch auch der ohnehin saisonal schwankende Bahntransport von Landesprodukten wie Zuckerrüben oder Düngemitteln ging zurück, denn der Motorisierungsgrad der Bauern und des Landhandels stieg in den 1970er Jahren deutlich an. Mit neuen, leistungsfähigeren Traktoren konnten beispielsweise die Zuckerrüben unmittelbar zur Zuckerfabrik angeliefert werden (für die Heinsberger Landwirte etwa die Zuckerfabriken in Jülich oder Ameln). So blieben auch im Güterverkehr nur wenige Kunden wie die städtischen Gaswerke, eine Holzhandlung und die Glanzstoffwerke in Oberbruch übrig.
Die Strecke wurde im Jahr 2010 noch mehrmals wöchentlich im Güterverkehr mit Loks der Baureihe V 90 bedient. Als einziger Güterverkehrskunde war nur noch der Chemiepark in Oberbruch geblieben. Der Güterverkehr an den Bahnhöfen Heinsberg und Dremmen wurde aus Rentabilitätsgründen bereits zum 28. Mai 1994 eingestellt. Mit Wirkung zum 24. Dezember 1997 wurde der Abschnitt Oberbruch – Heinsberg stillgelegt.
Für die Bedienung des Chemieparks Oberbruch schob zunächst die werkseigene Lok des Chemieparks die Güterwaggons in den Oberbrucher Bahnhof, wo sie an Werktagen von DB Schenker Rail (heute DB Cargo) mit einer DB-Lokomotive übernommen wurden.
Im Frühjahr 2007 schloss die private Rhein-Sieg-Eisenbahn (RSE) mit der Nuon-Werkbahn des Chemieparks Oberbuch ein Joint Venture ab, nach dem jeweils ein Lokführer der RSE und ein Rangierer von Nuon bei Verschubarbeiten auf dem Werksgelände Oberbruch zusammenarbeiteten. Statt der Dampfspeicherlokomotive wurde eine Diesellok der RSE genutzt. Grund dafür war, dass die bisher für Rangierarbeiten eingesetzte Dampfspeicherlokomotive der Bauart Meiningen in Hinblick auf die Untersuchungfrist ausgemustert worden war. Der Chemiepark Oberbruch erhoffte sich durch diese neue Zusammenarbeit „höhere Flexibilität, Kontakte zu neuen Kunden und eine größere Auslastung für den Bahnbetrieb.“
Als dauerhafter Schienenersatzverkehr fuhren (Stand: 2010) werktags die Busse der Linie 493 des Regionalverkehrs Euregio Maas-Rhein, die auf unterschiedlichen Linienführungen zwischen der Stadt Heinsberg und dem Bahnhof Lindern eine Verbindung herstellten. Bedient wurden die Ortsteile Schafhausen, Eschweiler, Oberbruch, Hülhoven, Dremmen, Porselen, Horst und Randerath.

### Verkauf, Sanierung der Infrastruktur und Wiederaufnahme des Schienenverkehrs

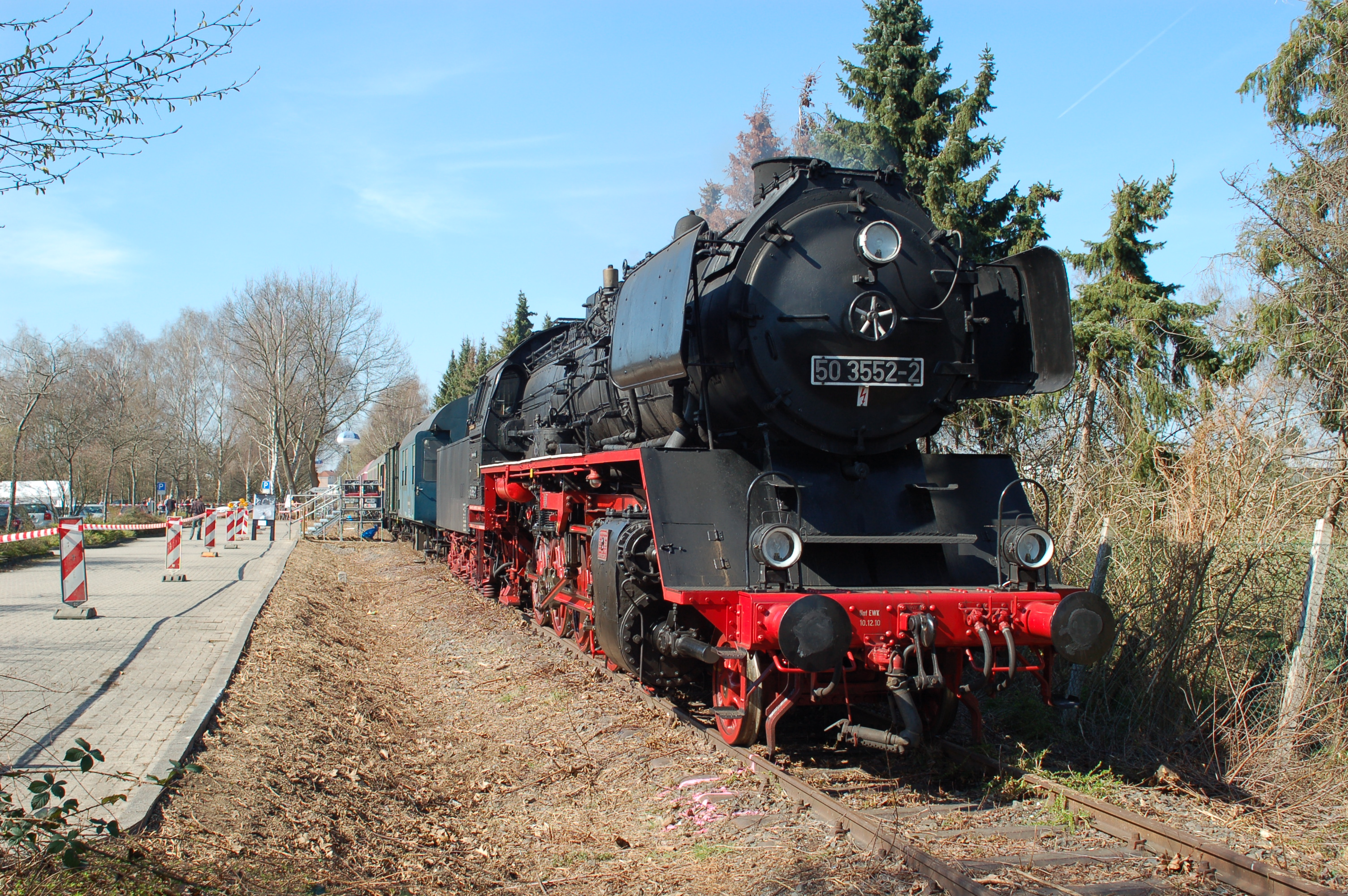
Aufgrund von Freischnittarbeiten im Abschnitt Heinsberg-Oberbruch – Heinsberg (Rheinl) war Heinsberg im Frühjahr 2011 wieder über die Schiene erreichbar: Zug der Erinnerung am 23. März 2011 in Heinsberg.

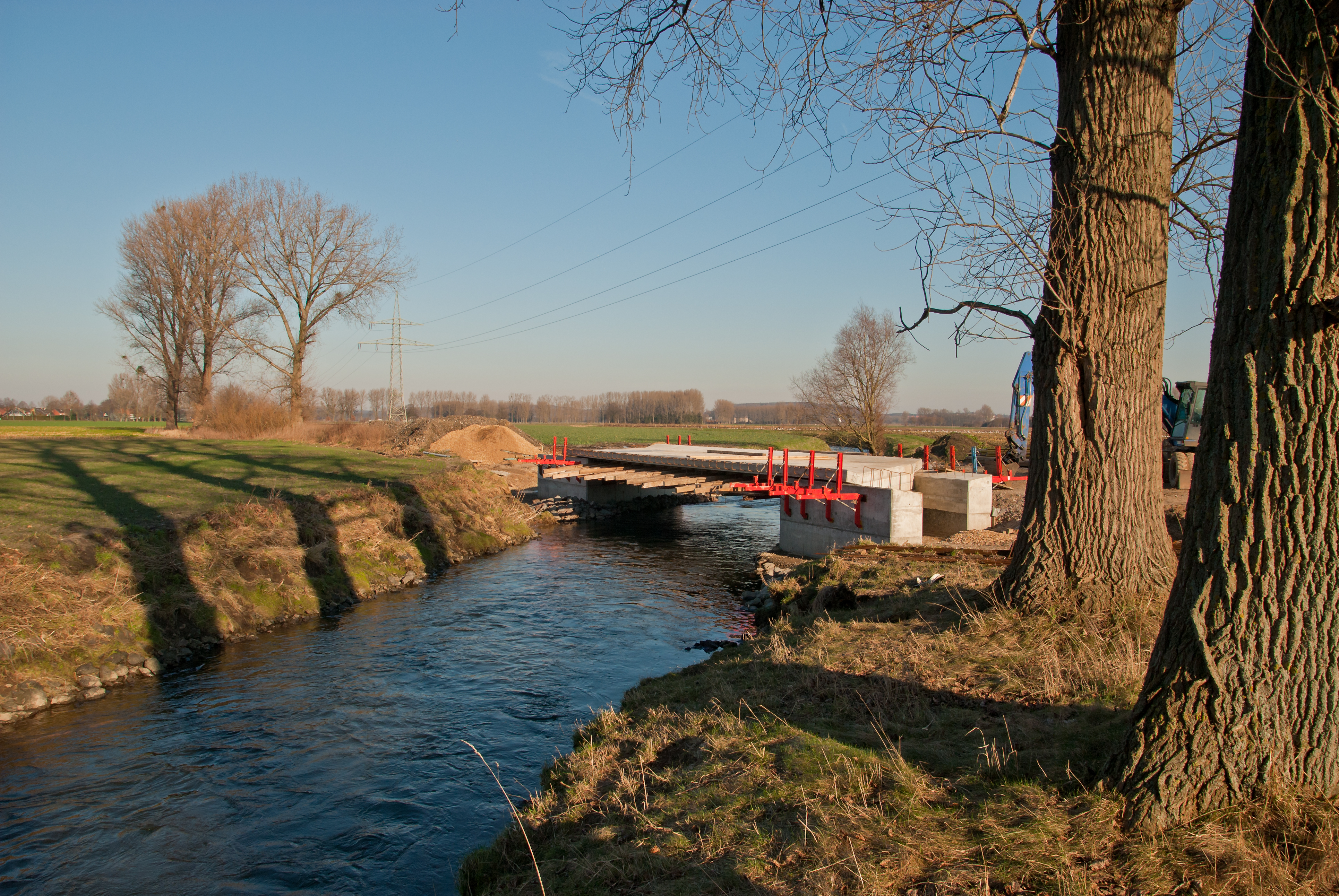
Die im Neubau befindliche Wurmbrücke der Strecke, Bauzustand am 13. Januar 2013

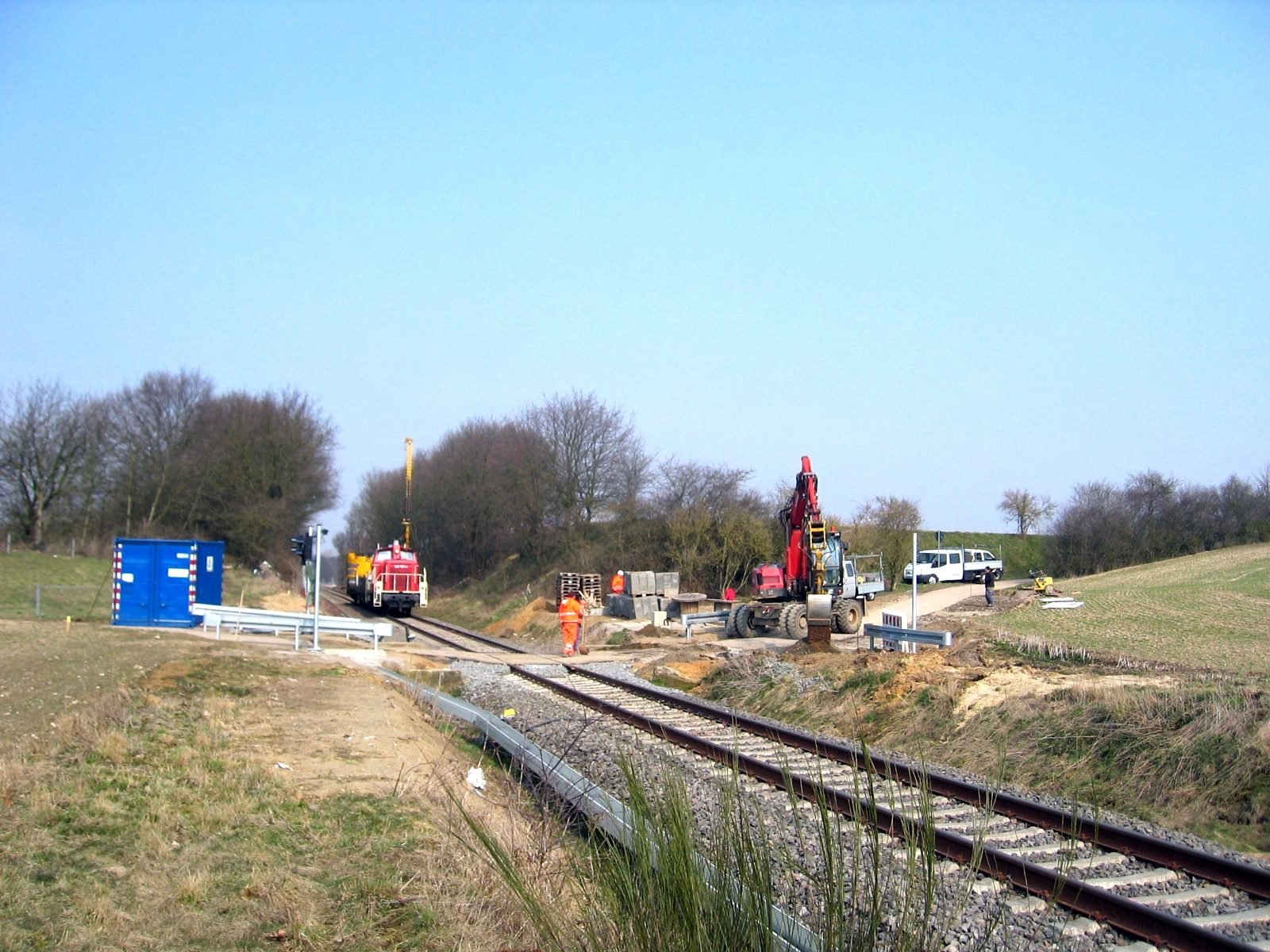
Streckenreaktivierung Lindern–Heinsberg, Bahnübergang Honsdorf März 2013

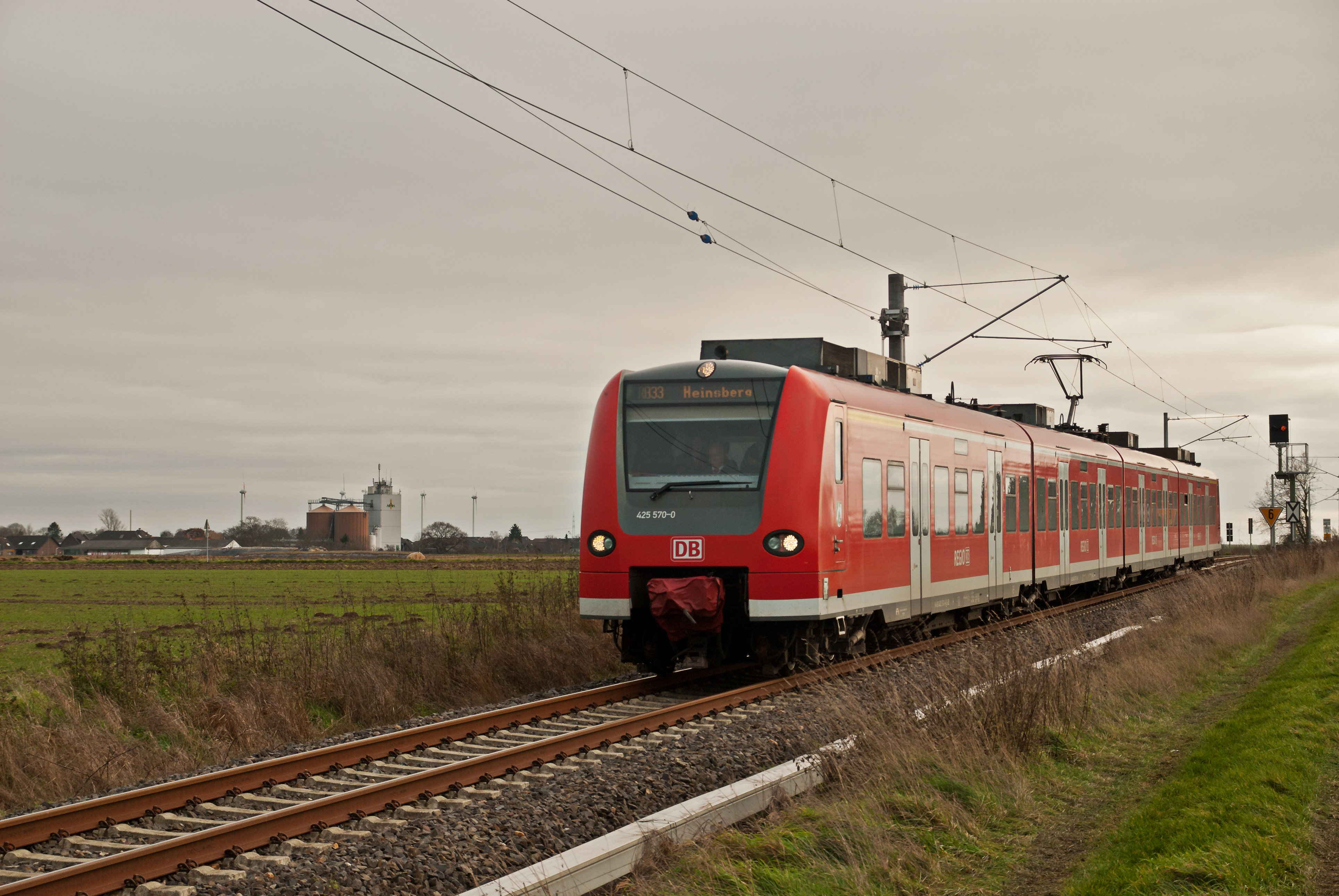
RB 33 auf dem Weg nach Heinsberg (Rheinl) zwischen Lindern und Heinsberg-Randerath. Aufnahme vom Tag der Wiederaufnahme des Personenverkehrs am 15. Dezember 2013.

Die Strecke wurde bereits 2005 auf weiten Teilen saniert, Bahnübergänge wurden modernisiert und ein neuer Gleiskörper mit Betonschwellen verlegt, sodass zur Reaktivierung nur die Sanierung des teilweise mit starkem Strauch- und Baumwerk zugewachsenen Teilstücks vom Bahnhof Oberbruch ins Heinsberger Stadtzentrum fehlte.
Hier fanden im Februar 2010 im Hinblick auf die anstehende Reaktivierung zunächst Freischneidearbeiten statt. Hans Joachim Sistenich, damaliger Geschäftsführer von Aachener Verkehrsverbund und Zweckverband Nahverkehr Rheinland, erklärte am 9. März 2010 im Heinsberger Kreishaus, dass man das Ziel habe, ab Dezember 2012 – zunächst in Teilabschnitten – wieder Züge in Richtung Heinsberg rollen zu lassen. Die Finanzierung stehe nun und alle vertraglichen Fragen seien geklärt. Dabei wurden die WestEnergie und Verkehr GmbH (heute WestVerkehr GmbH) als Streckeneigentümer und die Rurtalbahn GmbH als Betreiber der Infrastruktur genannt. Zudem sollte die Strecke elektrifiziert werden. Mit Wirkung zum 31. Dezember 2010 ging der Besitz der Strecke von DB Netz auf die West Energie und Verkehr über, die die Strecke kaufte und an die Rurtalbahn zu verpachten beabsichtigte. In der Liste der Eisenbahninfrastrukturunternehmen des Eisenbahn-Bundesamts ist als Eisenbahninfrastrukturunternehmen dieser Strecke die Rurtalbahn GmbH genannt.
Die seit der Einstellung des Personenverkehrs im Jahr 1980 nur noch für den Güterverkehr, zuletzt ausschließlich in Form von Übergaben an den Chemiepark Oberbruch, genutzte Strecke wurde seit 2012 für die zum Fahrplanwechsel im Dezember 2013 vorgesehene Wiederaufnahme des Schienenpersonennahverkehrs umgebaut und der Oberbau zwischen Oberbruch und Heinsberg sowie bei den Bahnhofsanlagen erneuert. Überdies wurde die Strecke mit einer Oberleitung elektrifiziert. Ursprünglich war die Reaktivierung mit der Euregiobahn bereits für 2008 vorgesehen, wurde dann aber durch die Kürzung von Finanzmitteln seitens des Bundes zunächst zurückgestellt.
Heinsberg war bis Mitte Dezember 2013 in Nordrhein-Westfalen die einzige Kreisstadt (und eine der wenigen Kreisstädte bundesweit), die sich im Personenverkehr nicht fahrplanmäßig mit dem Zug erreichen ließ.
Eine Reaktivierung wurde von den Fahrgastverbänden Pro Bahn und Verkehrsclub Deutschland gefordert. Zudem bewertete die IHK Aachen 2009 den Ausbau der Strecke als „Maßnahme von hoher Dringlichkeit für den Personenfernverkehr, Güterverkehr und Nahverkehr“. Trotz zunächst ablehnender Haltung des nordrhein-westfälischen Landesverkehrsministeriums hielt man seitens des Aachener Verkehrsverbund (AVV) und der Lokalpolitik an den Reaktivierungsplänen fest. Nachdem der Realisierungstermin 2008 aufgrund der Kürzung von Finanzmitteln seitens des Bundes nicht eingehalten werden konnte, wurde eine Reaktivierung der Strecke bis Juni 2013 angestrebt. Durch Verzögerungen in der Einrichtung des Elektronischen Stellwerks erfolgte die Wiederaufnahme des Personenverkehrs erst zum Fahrplanwechsel am 15. Dezember 2013. Zwei Tage zuvor, am 13. Dezember 2013, war die Strecke im Rahmen einer Feier offiziell wieder in Betrieb genommen worden. Die Kosten für die Sanierung und Anpassung der Infrastruktur beliefen sich auf rund 18 Millionen Euro.

### Betrieb im Personennahverkehr
Die Rhein-Niers-Bahn von Aachen kommend wird in Lindern geflügelt, ein Zugteil fährt weiter über Mönchengladbach nach Essen, der andere von Lindern aus nach Heinsberg. Die Infrastruktur der Heinsberger Bahn wird von der Rurtalbahn GmbH betrieben. Der Linienbetrieb wird seit der Eröffnung von DB Regio durchgeführt, die zuletzt die Ausschreibung der Leistungen bis 2034 gewann. Von Heinsberg kommend wird dieser Zugteil in Lindern wieder mit dem Zug aus Richtung Mönchengladbach in Fahrtrichtung Aachen verbunden.
Anfang 2015 nutzten statt der 2000 prognostizierten nur 1400 Fahrgäste täglich die Verbindung. In Lindern besteht Anschluss nach/von Mönchengladbach – Düsseldorf mit dem RE 4. Die Umsteigezeit ist (Stand 2021) mit 5 bzw. 3 Minuten allerdings knapp.

## Streckenbeschreibung

### Verlauf
Die Strecke beginnt heute auf Gleis 3 des 1852 erbauten Bahnhof Lindern, der noch aus der Gründungszeit der Strecke Aachen–Mönchengladbach stammt. Sie führt zunächst kurz parallel zur Hauptstrecke in Richtung Aachen, um kurz hinter dem Bahnübergang Thomashof nordwestlich führend zunächst eine Anhöhe, die naturräumlich noch zur Aldenhovener Lößplatte und damit zur Haupteinheit Jülicher Börde gehört, in Richtung Randerath zu erklimmen. Von dieser steigt sie vor Randerath sogleich wieder ab in die bereits zur naturräumlichen Einheit 5. Ordnung Untere Rurniederung gehörende Wurmniederung (auch Wurmtal genannt, daher auch die Bezeichnung Wurmtalbahn) und überquert zwischen Randerath und Horst die Wurm. Zwischen Horst und Porselen verlässt die Trasse die Wurmniederung und führt sodann weiter durch die Heinsberger Ruraue nach Heinsberg. Gleichwohl verbleibt die Strecke ab der Wurmbrücke hinter Randerath stets auf der linken, westlichen Seite der Wurm, die bis zur Mündung in die Rur ebenfalls durch die Ruraue fließt.
Während die Empfangsgebäude der Bahnstationen in Heinsberg-Randerath, Heinsberg-Porselen und Heinsberg (Rheinl) abgerissen wurden, beherbergt das Bahnhofsgebäude in Heinsberg-Oberbruch heute Gewerberäume; der Bahnhof Dremmen wurde aufgelassen.

### Betriebsstellen

#### Lindern

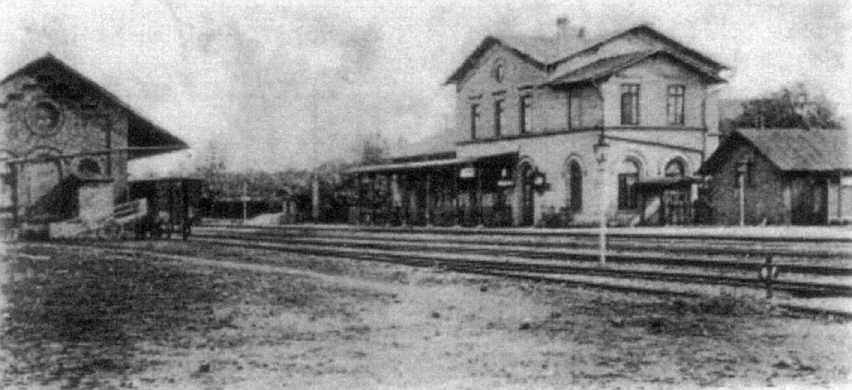
Bahnhof Lindern um 1900

1852 erhielt Lindern einen Bahnhof mit Güterabfertigung an der neuen Bahnstrecke Aachen–Mönchengladbach. Die Bahnverbindung ist heute für Pendler der näheren Umgebung (Heinsberg/Linnich) von Bedeutung. Im Gebäude des Linderner Bahnhofs befinden sich heute eine Gaststätte und ein Kiosk. Die beiden Stellwerke wurden nach Inbetriebnahme eines Zentralstellwerks Ende 2007 aufgegeben und die Weichenverbindungen am Westkopf abgebaut. Lindern wurde damit zu einer Haltestelle, da die Strecke nach Heinsberg nun am Ostkopf von der Hauptstrecke an einer Abzweigstelle begann und der Haltepunkt mit dieser örtlich verbunden war. Für die Reaktivierung der Strecke nach Heinsberg wurden die Weichenverbindungen am Westkopf wieder aufgebaut und die Station auch signaltechnisch wieder zum Bahnhof umgebaut.
Die Strecke der Wurmtalbahn beginnt in Lindern. Unmittelbar hinter dem Bahnübergang, gegenüber dem früheren Stellwerk Lf (westliche Bahnhofsausfahrt) zweigt die Strecke nach rechts in Richtung Randerath ab und steigt in einer Kurve auf das freie Feld zwischen Lindern, Leiffarth und Randerath an.

#### Heinsberg-Randerath

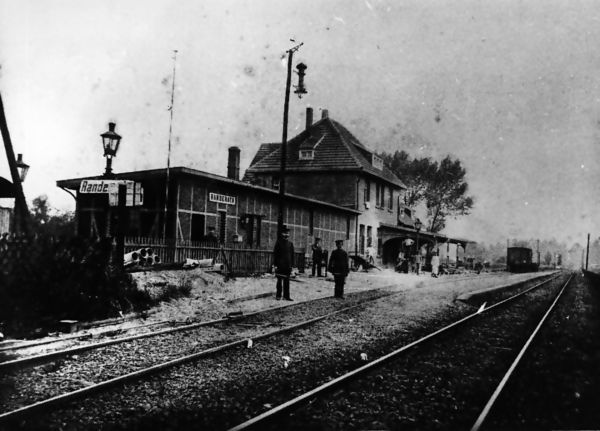
Der Bahnhof Randerath (Bild um 1900)

Hinter Lindern verläuft die Strecke durch leicht hügeliges Land, bis die bis 1970 eigenständige Gemeinde Randerath erreicht wird. Hinter Randerath überquert die Strecke die Wurm und durchquert im weiteren die Niederung dieses Flusses. Der Bahnhof Randerath und sein Empfangsgebäude lagen am Heerweg mit dem Streckenkilometer 3,2. Der 1890 erbaute Randerather Bahnhof verfügte über ein Ladegleis zwischen Empfangsgebäude und dem mit Bahnsteig versehenen Streckengleis. Auf dem Gelände des abgerissenen Bahnhofgebäudes befindet sich heute unter anderem ein Parkplatz. Der Bahnsteig des neuen Haltepunktes befindet sich am Bahnweg in der Nähe der Einmündung der K16 in die L228.

#### Heinsberg-Horst
Nach der Überquerung der Wurm passiert die Strecke bald die Ortschaft Horst. In Horst wurde im Zuge der Wiederaufnahme des Schienenpersonennahverkehrs 2013 erstmals ein Haltepunkt am Streckenkilometer 5,0 gebaut.

#### Heinsberg-Porselen

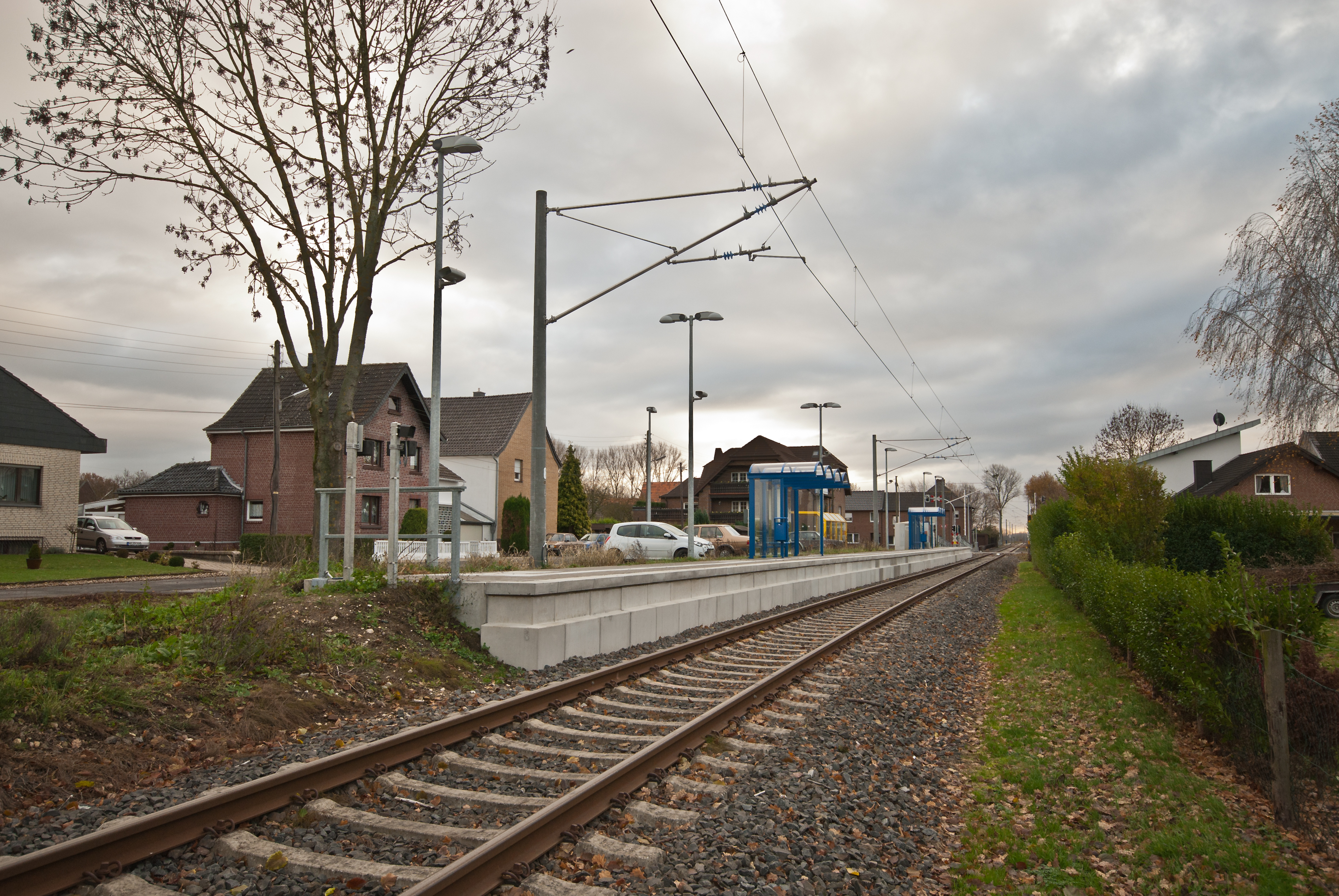
Vollständig erneuerter Haltepunkt Heinsberg-Porselen

Am Streckenkilometer 6,4 folgt der Haltepunkt Porselen, dessen Bahnsteig nach Einstellung des Personenverkehrs im Jahre 1980 zunächst erhalten blieb, im Zuge der Wiederaufnahme des Personenverkehrs aber vollständig erneuert wurde.

#### Heinsberg-Dremmen

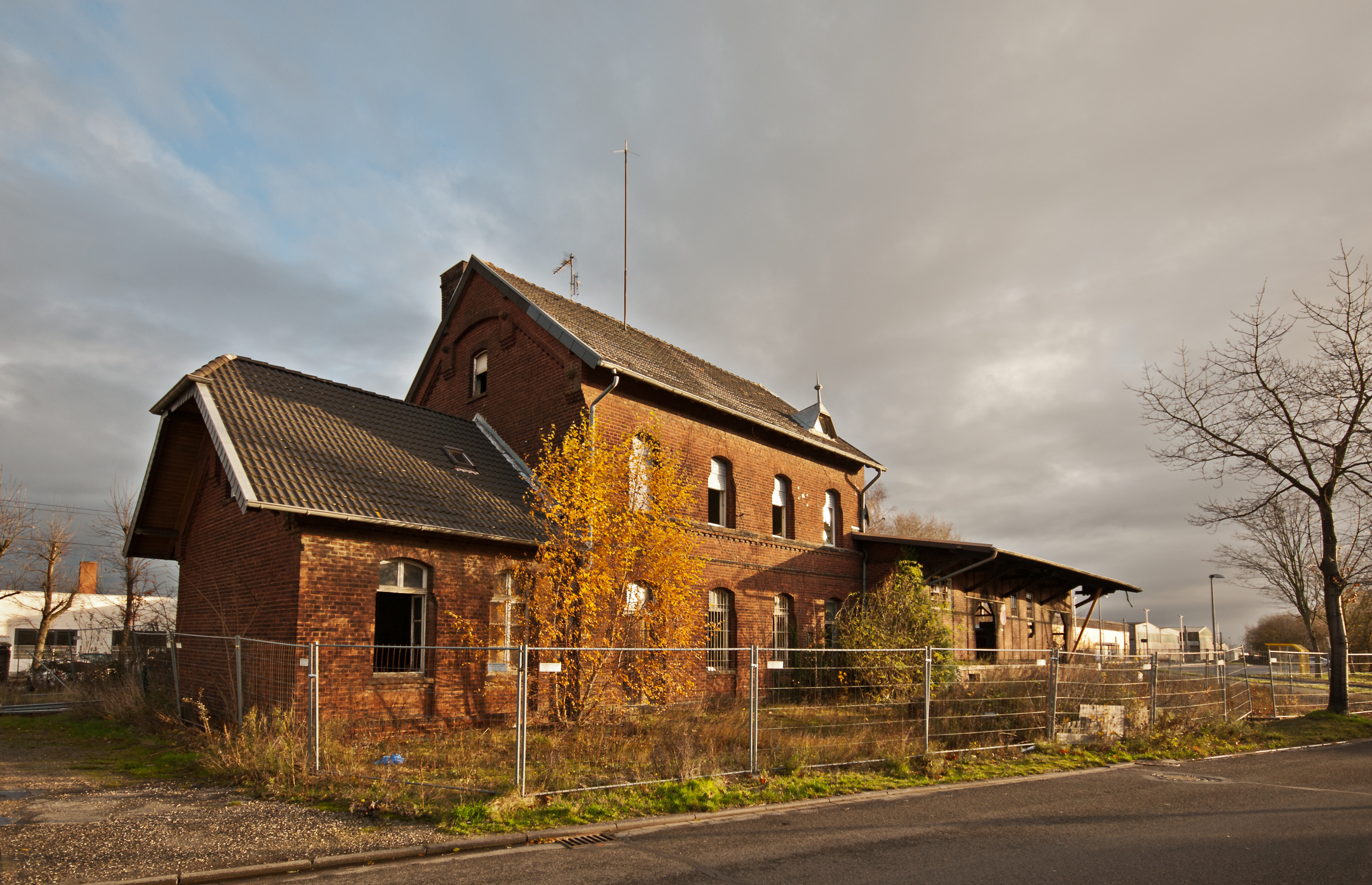
Das in ruinösem Zustand befindliche Empfangsgebäude des ehem. Bahnhof Heinsberg-Dremmen ist der letzte verbliebene Hochbau aus der Zeit der Errichtung der Strecke. Im Hintergrund rechts befindet sich der neu eingerichtete Haltepunkt Dremmen. (Dezember 2013)

Der ehemalige Bahnhof Dremmen befindet sich an Streckenkilometer 7,8 an der Sootstraße in Dremmen. Die Ladestraße, der Güterschuppen und das Bahnhofsgebäude sind in ruinösem Zustand noch erhalten. Im Bahnhofsbereich Dremmen gab es zwei Stumpfgleise für Firmenanschlüsse. Östlich des alten Empfangsgebäudes entstand im Zuge der Wiederaufnahme des Personenverkehrs ein neuer Haltepunkt.

#### Heinsberg-Oberbruch

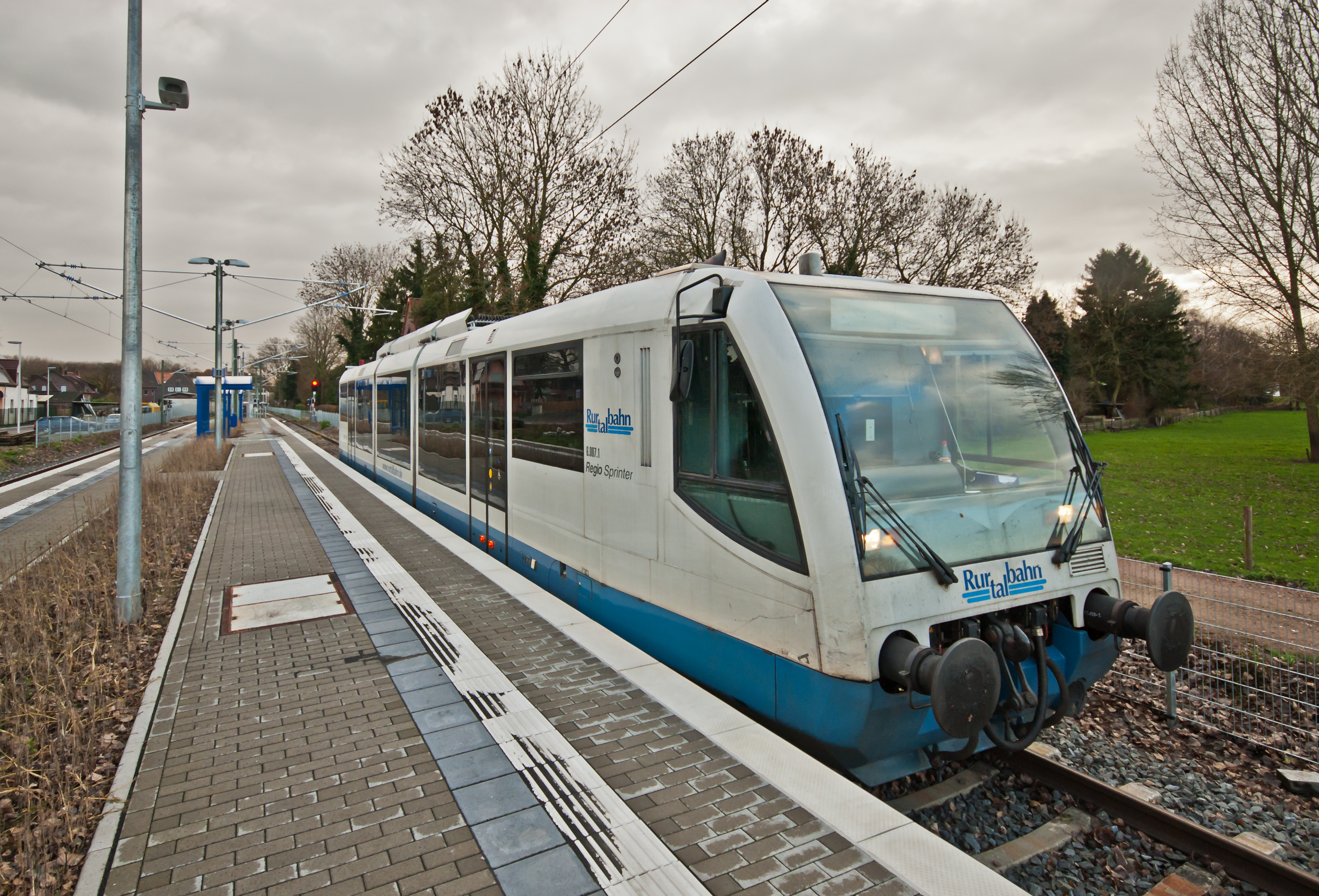
Regiosprinter der Rurtalbahn im Bahnhof Heinsberg-Oberbruch (Testfahrt am 6. Dezember 2013)

Hinter Dremmen verläuft die Strecke durch ein Waldstück, bis der Bahnhof Heinsberg-Oberbruch erreicht wird. Der ehemalige Bahnhof Oberbruch (eh. Grebben) liegt an der Wurmtalbahn beim Streckenkilometer 9,3.
Das renovierte Bahnhofsgebäude dient heute einem Krankengymnasten als Praxis. Beim Abzweig zum Chemiepark befindet sich ein Behelfsstellwerk. Im Bahnhofsbereich gab es bis zur Aufnahme der Reaktivierungsarbeiten ein Umfahrgleis, ein Stumpfgleise und zwei Anschlussgleise zu den vormaligen Akzowerken. Bei diesen standen noch bis über die zweite Jahrtausendwende hinaus zwei Dampfspeicherlokomotiven für den Rangierbetrieb und die Übernahmefahrten vom Bahnhof zum ehemaligen Firmengelände der Akzo zur Verfügung. Parallel zum Streckengleis verläuft ein Ausziehgleis in etwa bis km 9,8 kurz vor dem Bahnübergang Kamper Straße. Ab dort war der Gesamtverkehr in Richtung Heinsberg zum 28. Mai 1994 eingestellt worden.

#### Heinsberg Kreishaus
Für die Wiederinbetriebnahme der seit 1980 für den Personenverkehr stillgelegten Strecke wurde vom neuen Eigentümer, der WestEnergie und Verkehr GmbH, ein neuer und zusätzlicher Haltepunkt unmittelbar am Kreishaus in Heinsberg vorgesehen und von Betreiber der Infrastruktur, der Rurtalbahn GmbH, am Streckenkilometer 11,0 eingerichtet.

#### Heinsberg (Rheinl)

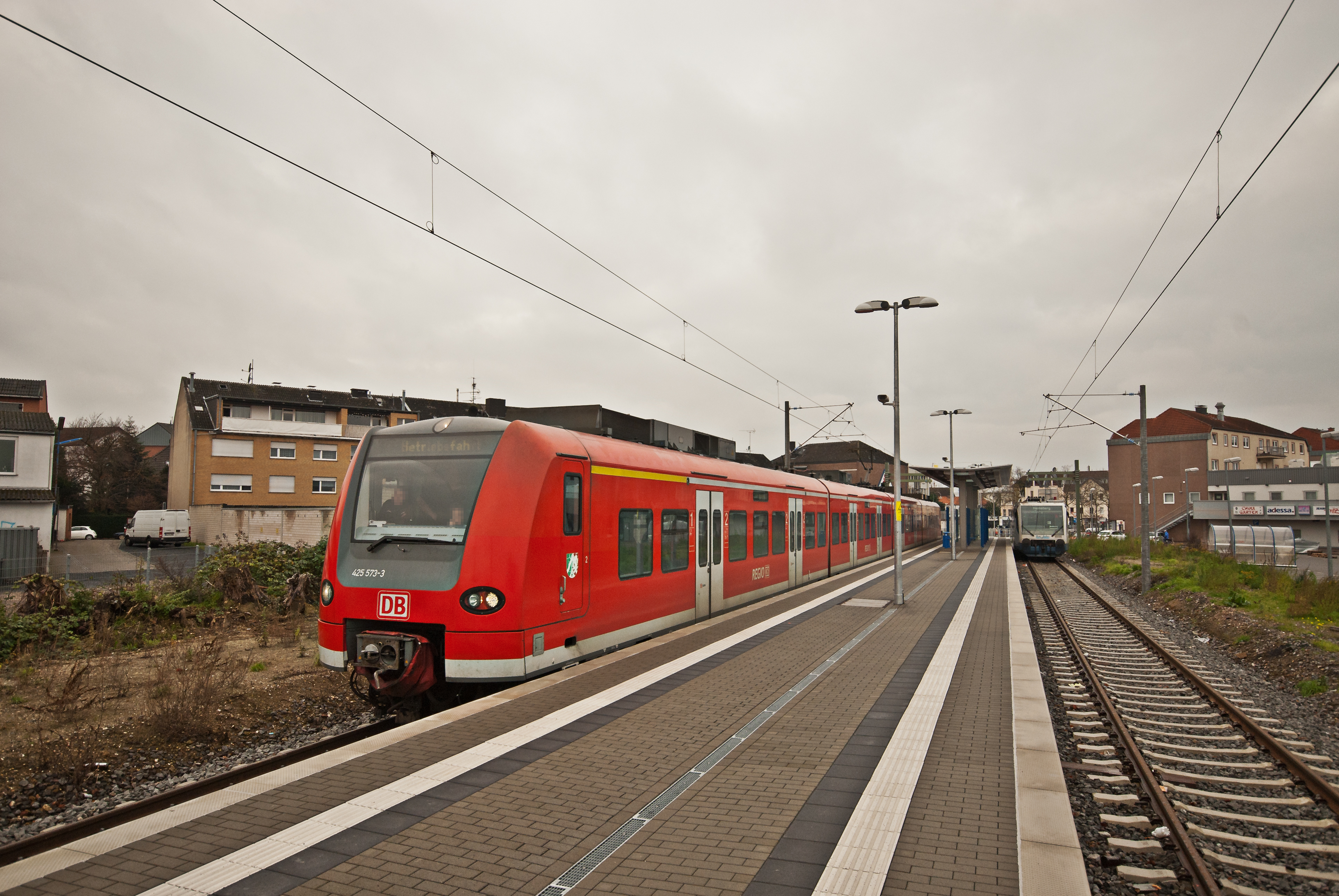
Regiosprinter und Triebzug der Baureihe 425 im neuen Heinsberger Bahnhof. Aufnahme anlässlich der ersten Fahrt eines über Oberleitung elektrisch betriebenen Triebfahrzeuges nach Heinsberg am 8. Dezember 2013

Der Endpunkt der Strecke (Stand: 2013) befindet sich vor dem am Standort des früheren Empfangsgebäudes errichteten Heinsberger Busbahnhof und einem Einkaufszentrum. Die Gleise enden damit im ehemaligen Güterbahnhof. Der frühere Kopfbahnhof war der Endpunkt der Strecke am Streckenkilometer 12,3. Der Heinsberger Bahnhof war zweigleisig ausgebaut, wovon ein Gleis als Umfahrgleis diente. Das zweite Gleis war an einem kleinen Bahnsteig angeschlossen. Kurz nach der Einstellung des Personenverkehrs bis Heinsberg wurde das Empfangsgebäude abgerissen, um Platz für den neuen Busbahnhof zu schaffen.